# Бегово Брдо (Цетинград)
Бегово Брдо је насељено место у општини Цетинград, на Кордуну, Карловачка жупанија, Република Хрватска.

## Географија
Бегово Брдо се налази око 4,5 км северозападно од Цетинграда.

## Историја
Бегово Брдо се од распада Југославије до августа 1995. године налазило у Републици Српској Крајини. До 1991. било је у саставу насељеног места Батнога, а од 2001. је самостално насеље. До територијалне реорганизације у Хрватској налазило се у саставу бивше велике општине Слуњ.

## Други светски рат
У Цетинграду и околини нарочито се истакао као сарадник усташа и прогонитељ Срба жупник Петар Медвед. У присилном покатоличењу православаца служио се терористичким методама. Преживели из села Бегово Брдо за уништење свога села и убиство највећег дела становништва оптужују жупника Петра Медведа. У жељи да се освети становништву овог села због тога што је прешло на ислам, а не на католицизам жупник му је припремио тешку судбину.

## Становништво
Према попису становништва из 2011. године, насеље Бегово Брдо је имало 4 становника.

### Број становника по пописима
| Националност   | 2001. | 1991. | 1981. | 1971. | 1961. | 1953. | 1948. | 1931. | 1921. | 1910. | 1900. | 1890. | 1880. | 1869. | 1857. |
| бр. становника | 7     | %     | %     | 67    | 94    | 107   | 95    | 213   | 157   | 235   | 212   | 185   | %     | %     | %     |

- напомене:

У 2001. настало издвајањем из насеља Батнога. Као део насеља исказивано од 1890. Од 1857. до 1880. те 1981. и 1991. подаци садржани у насељу Батнога.